# Hubschrauber-Weltmeisterschaft
Hubschrauber-Weltmeisterschaften sind internationale Wettbewerbe im Hubschrauber-Präzisionsflug, die in regelmäßigen Abständen nach dem Regelwerk und unter Federführung der Rotorcraft Commission der Fédération Aéronautique Internationale (FAI) ausgetragen werden. Die Aufgaben, die die teilnehmenden Besatzungen bzw. Crews (Kommandant und Copilot) zu bewältigen haben, sind dem Hubschrauberrettungsflug entnommen.

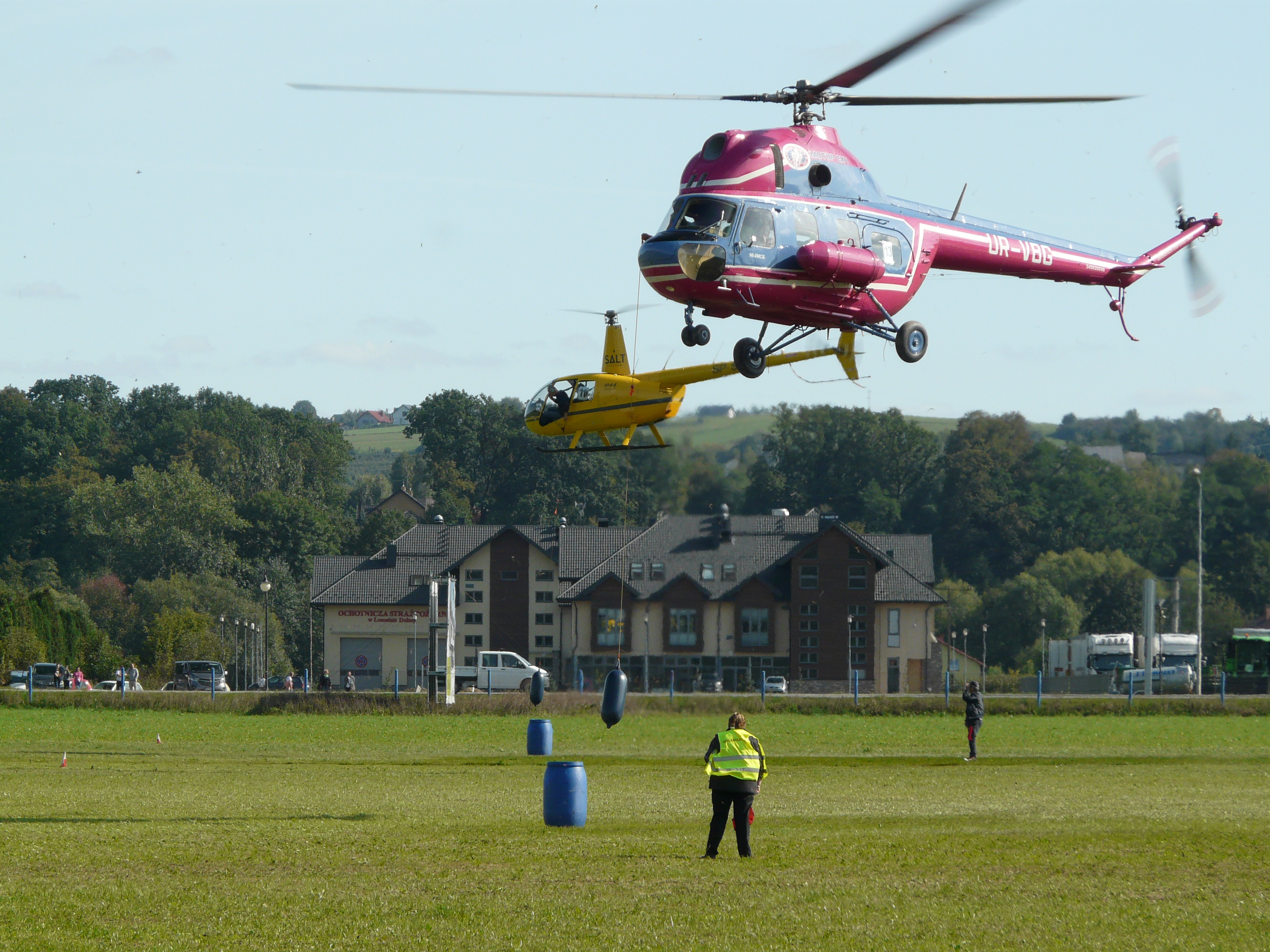
Helicopter World Cup 2019, Poland

Die erste Hubschrauber-Weltmeisterschaft fand 1971 in Bückeburg statt.
Weltmeister wurden Hauptmann Otto Brauer und Hans Köpke, Heeresflieger aus Fritzlar auf einer Alouette II.
Weltmeisterin in der Damenklasse wurde Hanna Reitsch. 2008 fand die 13. Weltmeisterschaft in Eisenach statt.

## Disziplinen

### Navigationsflug
Nach einer Flugvorbereitung von fünf Minuten muss die Crew ein definiertes Zielgebiet (die sogenannte search box) anfliegen und innerhalb des Zielgebietes mehrere ausgelegte Zeichen finden. Für das Verlassen dieses Bereiches besteht eine genaue Zeitvorgabe. Anschließend sollen mehrere festgelegte Geländepunkte (turning points (TP) – d. h. TP1 bis TP3) überflogen und mit Reis gefüllte Säckchen in einem markierten Zielkreis aus geringer Höhe abgeworfen werden. Mit dem Überfliegen der Ziellinie am Flugplatz (Linie A bzw. arrival line) endet der Teil A des Navigationsfluges.
Der Zeitpunkt für den Überflug wird den Besatzungen in Abhängigkeit vom jeweiligen Hubschraubertyp vorgegeben. Die erlaubte Gesamtflugdauer errechnet sich aus der aktuellen Flugstrecke (90 bis 120 km) und der typspezifischen Reisefluggeschwindigkeit.
Nach dem Überfliegen der Ziellinie beginnt die Zeit für die eine neue Aufgabe zu laufen. Innerhalb von 60 Sekunden muss die Besatzung ein Rechteck mit insgesamt drei 90°-Kurven in einer festgelegten Höhe abfliegen und eine weitere Ziellinie überfliegen. Nach dem Überfliegen dieser Ziellinie gilt es, eine Last einzulochen. Innerhalb von 20 Sekunden muss der Copilot die an einem sieben Meter langen Seil befestigte Last (Kegel) in eine Öffnung (Dachluke 40 × 40 cm) abgelassen haben. Auch diese Übung ist aus der Luftrettung abgeleitet: Hilfestellung (Lebensmittelversorgung) an eingeschlossene Personen bei Bergrettung, Hochwasser oder ähnlichem.

### Präzisionsschwebeflug bzw. Hoverquadrat
Hier wird verlangt, den Hubschrauber in stets gleich bleibender Höhe durch ein Viereck – das sogenannte Hoverquadrat – zu fliegen. In zwei der vier Eckpunkte muss eine 360° Drehung um die Hochachse vollführt werden. Zur Kontrolle der Flughöhe sind unter dem Helikopter zwei mit Gewichten beschwerte Seile angebracht. Das kürzere der beiden Seile darf den Boden nie berühren und das längere darf den Boden nicht verlassen. Das kürzere frei schwingende Seil ist direkt unter dem Pilotensitz fixiert und soll während der gesamten Aufgabe innerhalb des einen Meter breiten Korridors des Hoverparcours schweben. Natürlich gilt das auch während der beiden 360° Drehungen, die jede für sich mindestens 15 Sekunden dauern muss. Im Anschluss an das Hoverquadrat muss eine Diagonale unter gleichen Bedingungen im Schrägflug bewältigt werden.
Nach dem Ausflug aus der Diagonalen nach dem Fliegen des Quadrates setzt der Pilot zur Präzisionslandung an. An den beiden Kufen des Helikopters sind auf gleicher Höhe Markierungen angebracht. Bei Helikoptern mit Fahrwerken werden vergleichbare Markierungen festgelegt. Die Maschine muss vom Piloten so abgesetzt werden, dass sich die Markierungen genau auf der 5 cm breiten Ankunftslinie befinden.

### Fender Rigging
Der Copilot führt einen an einem Seil befestigten Fender (30 cm Durchmesser) mit einem Gewicht von ca. 7,5 kg zunächst durch ein Eingangstor und dann zu einer Tonne von ca. 50 cm Durchmesser. Ziel ist es, den Fender schnellstmöglich und ohne Berührung der Tonne oder des Bodens in der Tonne zu versenken. Auf einer 50 × 50 Meter großen Fläche müssen insgesamt drei Tonnen angeflogen werden. Dabei hängt der Fender an verschiedenen Seillängen von 4, 6 und 8 Metern. Seillänge und Reihenfolge der Tonnen werden vor dem Wettbewerb bekannt gegeben und variieren. Nach dem Zeichen des Starters hebt der Pilot den Helikopter auf die entsprechende Schwebehöhe, die der jeweiligen Seillänge entspricht. Sobald der Fender die Startlinie passiert, läuft die Zeitmessung und endet beim Versenken des Fenders in der Tonne. Für alle drei Fender gilt eine Zeitvorgabe von 30 Sekunden. Nachdem der Fender versenkt wurde, ist das Gebiet durch ein definiertes Ausflugstor zu verlassen.
In einer Variation der Aufgabe kann der Wettbewerb auch als Parallelwettbewerb geflogen werden, d. h. zwei Besatzungen fliegen gleichzeitig durch zwei nebeneinander liegende Parcours: Dabei werden in einem Durchgang alle drei Tonnen mit jeweils unterschiedlichen – vorab festgelegten – Seillängen durchflogen und die Zeit gemessen.

### Slalom
Der Slalom setzt sich aus zwei Elementen zusammen: aus dem Führen eines Behälters durch einen Slalomparcours und aus dem zentrierten Absetzen dieses Behälters auf einem Tisch. Der Behälter (Wassereimer) hängt während der gesamten Disziplin an einem 5 Meter langen Seil und wird vom Copiloten gehalten und geführt.
Slalomparcours
Der Copilot führt an einem fünf Meter langen Seil einen mit 6,5 Liter Wasser gefüllten Eimer. Der Eimer ist in einer vor dem Wettbewerb festgelegten Reihenfolge durch die 12 Tore des Parcours zu manövrieren. Die Tore bestehen aus zwei Meter hohen Stangen mit einem Abstand von einem Meter. Der Eimer muss in der vorgeschriebenen Reihenfolge unterhalb der Stangenköpfe durch die Tore geführt werden. Das Feld dieses Parcours misst 120 × 100 Meter.
Absetzen des Eimers
Nachdem die 12 Tore des Slalomparcours und das Ausflugstor passiert wurden, muss der Copilot das Seil mit dem angehängten Eimer auf mindestens elf Meter verlängern. Der Eimer ist möglichst zentral auf einem Rundtisch abzustellen. Der Tisch misst einen Meter im Durchmesser und ist einen Meter hoch. Wenn der Copilot das Seil fallen lässt, endet die mitlaufende Zeitmessung. Die Zeitvorgabe beträgt 3 Minuten und 30 Sekunden.

## Austragungsorte
- 1. Hubschrauber Weltmeisterschaft: 1971 Bückeburg (Deutschland)
- 2. Hubschrauber Weltmeisterschaft: 1973 Middle Wallop (England)
- 3. Hubschrauber Weltmeisterschaft: 1978 Wizebsk (Sowjetunion)
- 4. Hubschrauber Weltmeisterschaft: 1981 Piotrków (Polen)
- 5. Hubschrauber Weltmeisterschaft: 1985 Castle Ashby (England)
- 6. Hubschrauber Weltmeisterschaft: 1989 Chantilly/Paris (Frankreich)
- 7. Hubschrauber Weltmeisterschaft: 1992 Whroughton (England)
- 8. Hubschrauber Weltmeisterschaft: 1994 Flugplatz Moskau-Tuschino/Moskau (Russland)
- 9. Hubschrauber Weltmeisterschaft: 1996 Salem (Oregon) (USA)
- 10. Hubschrauber Weltmeisterschaft: 1999 Flugplatz Nördlingen (Deutschland)
- 11. Hubschrauber Weltmeisterschaft: 2002 Fliegerhorst Fiala Fernbrugg, Aigen im Ennstal (Österreich)
- 12. Hubschrauber Weltmeisterschaft: 2005 Rouen (Frankreich)
- 13. Hubschrauber Weltmeisterschaft: 2008 Flugplatz Eisenach-Kindel (Deutschland)
- 14. Hubschrauber Weltmeisterschaft: 2012 Serpukhov (Flugplatz Drakino), (Russland)
- 15. Hubschrauber Weltmeisterschaft: 2015 Zielona Góra (Flugplatz Przylep), (Polen)